# Neo Química Arena
La Neo Química Arena, anciennement officiellement appelée Arena Corinthians ou populairement Itaquerão, est un stade de football situé à Itaquera, dans la zone Est de São Paulo. C'est le second plus grand stade de l'état de São Paulo après le Morumbi.
Construit de 2011 à 2014 pour la Coupe du monde de football, sa capacité envisagée pour la compétition devait être de 68 000 spectateurs, mais fut finalement limitée à 61 600 spectateurs à cause du retard pris dans les travaux de construction.
Comme prévu lors du projet, à la suite du tournoi elle fut réduite à 48 000 spectateurs pour devenir le stade du SC Corinthians.
Le stade fut le lieu du match d'ouverture de la Coupe du monde 2014 entre le Brésil et la Croatie, puis a accueilli cinq autres matchs de cette compétition, dont une demi-finale. Il a également été l'hôte de matchs lors des jeux olympiques de Rio en 2016, puis de la Copa America en 2019.
Sa construction engendra de nombreuses polémiques concernant ses dépassements de budget, l'utilisation d'argent public dans une part de son financement, et les conditions de sécurité sur son chantier ayant conduit au décès de trois ouvriers.

## Structure
Son projet de construction a reçu à la fois, le prix de meilleur projet commercial et le Grand Prix du meilleur projet d'ensemble au Brésil, dans le plus grand évènement de l'architecture d'entreprise en Amérique latine en 2011, en compétition contre 1 116 projets. L'Arena a une structure physique moderne et confortable, qui comprend un certain nombre d'équipements destinés aux équipes de football, au public et aux médias.
Les deux bâtiments fermés ont un système d'air conditionné dans tous les domaines internes. Il contiennent trois bars restaurants et une salle de sport. Le public peut circuler en utilisant 10 escaliers mécaniques, 15 ascenseurs, deux rampes et 13 escaliers. 59 stands de concession sont disponibles, ainsi qu'un auditorium pour 360 personnes de 25 000 m2. Le design intérieur est signé par Gensler, qui est la plus importante agence actuelle d'architecture du monde. Il y a six vestiaires. Ceux de l'équipe d'accueil occupent 1 300 m2, avec des jacuzzis, de la cryothérapie et un espace privé pour l'entraîneur. La zone d'échauffement possède des gradins pour 86 détenteurs de billets VIP, séparés par une vitre insonorisée. Tous les espaces publics disposent de la climatisation et sont en marbre, en granit ou en carreaux de céramique de haut niveau.
Le stade comporte un système Wi-Fi et 4G LTE dans tous ses secteurs. En utilisant des smartphones, le public est en mesure d'accéder aux statistiques du match et de regarder les replays publiés sur une page gérée par l'équipe du stade. Les supporteurs sont surveillés par un système informatique en contact avec des centaines de caméras de sécurité. Le côté abrite le plus grand écran vidéo du monde et 89 espaces de luxe peuvent accueillir 1 414 spectateurs.

## Travaux et accident
Les travaux ont débuté officiellement le 30 mai 2011. En avril 2013, avec plus de 70 % des travaux réalisés, l'écran géant de l'extérieur a été testé et approuvé. À la fin du mois de juin 2013, la pelouse du stade a été plantée et, quelques jours plus tard, elle a commencé à pousser.
En juillet, avec plus de 82 % des travaux réalisés, la façade de verre du bâtiment de l'ouest commence à être installée. En octobre, l'Arena a atteint 90 % d'achèvement, avec le bâtiment est prêt.
Néanmoins, le 27 novembre, un mois seulement avant le délai fixé par la FIFA pour l'achèvement des travaux au stade, un grave accident s'est produit : quand une grue a essayé de mettre la dernière partie du toit du stade, le gros morceau en métal du toit s'est effondré, causant la mort deux ouvriers et détruisant une partie de la tribune. 30 % du secteur est de la structure a été compromis et interdit. La police mènera une enquête. Après l'accident, le responsable des travaux, Andres Sanchez, s'est entretenu avec la presse à côté d'un représentant de l'entreprise de construction Odebrecht, qui effectue le travail. Sanchez « a regretté » la mort de deux travailleurs. Selon le site BBC Brésil, il s'est refusé à parler de la livraison des travaux et a montré une irritation pour répondre aux questions des journalistes et a menacé à plusieurs reprises d'arrêter l'interview. L'idée était que le travail serait achevé à la fin de décembre, dans le délai prévu par la FIFA, mais l'accident peut entraîner des retards.

## Événements
- Coupe du monde de football de 2014
- Football aux Jeux olympiques d'été de 2016
- Copa América 2019

## Coupe du monde de football de 2014
Accenture, une entreprise internationale de conseil dirigée par le Français Pierre Nanterme, a estimé que l'ouverture de la Coupe du monde apporterait 30,75 milliards de réaux sur dix ans pour la ville. Une étude menée par la Fondation Getúlio Vargas estime 1 milliard de dollars américains de revenus juste pour le match d'ouverture, et que 290 000 touristes sont attendus pour l'évènement.
Les modifications nécessaires pour le match d'ouverture ont augmenté le coût prévu à l'origine pour répondre aux exigences de la FIFA. Le coût estimé de la construction a oublié d'inclure environ 35 millions de dollars américains dus à l'ajout des gradins temporaires, prévus d'être retirés après la Coupe du monde. Ils seront fixés sur l'un des côtés et sur les extrémités nord et sud. L'ajout fait passer la capacité totale à 72 000 sièges .

### Matchs de coupe du monde accueillis
| Date             | Heure (UTC-3) | Équipe 1     | Équipe 2   | Résultat               | Buteurs                            | Tour                | Affluence |
| ---------------- | ------------- | ------------ | ---------- | ---------------------- | ---------------------------------- | ------------------- | --------- |
| 12 juin 2014     | 17:00         | Brésil       | Croatie    | 3 - 1                  | Neymar (2x), Oscar - Marcelo (CSC) | 1er tour, groupe A  | 62 103    |
| 19 juin 2014     | 16:00         | Uruguay      | Angleterre | 2 - 1                  | Luis Suarez (2x) - Rooney          | 1er tour, groupe D  | 62 575    |
| 23 juin 2014     | 13:00         | Pays-Bas     | Chili      | 2 - 0                  | Fer, Memphis                       | 1er tour, groupe B  | 62 996    |
| 26 juin 2014     | 17:00         | Corée du Sud | Belgique   | 0 - 1                  | Vertonghen                         | 1er tour, groupe H  | 61 397    |
| 1er juillet 2014 | 13:00         | Argentine    | Suisse     | 1 - 0 a.p.             | Di Maria                           | Huitièmes de finale | 63 255    |
| 9 juillet 2014   | 17:00         | Pays-Bas     | Argentine  | 0 - 0 (2 - 4 t. a. b.) |                                    | Demi-finales        | 63 267    |

## Transports
Le stade se trouve à 19 km à l'est du centre-ville et 21 km de l'aéroport international de Guarulhos. La station de métro la plus proche est Corinthias-Itaquera, à 500 m du stade, qui possède une correspondance avec une station de chemin de fer CPTM portant le même nom. La station de métro Artur Alvim est à 800 m.
Pendant la Coupe du monde de football de 2014, un train express relie la gare da Luz en centre-ville et la station CPTM Corinthias-Itaquera, soit un trajet de dix-sept minutes. Après la Coupe du monde, des études permettront de déterminer si le service sera maintenu. Les stations de métro et de train peuvent accueillir 100 000 passagers par heure.
Le site a 1 620 places de parking couvertes et 929 places de parking en plein air, avec 2 214 autres places prévues pour un centre commercial proche. Il y a 61 lignes de bus qui s'arrêtent à proximité de l'Arena Corinthians. Il contient également un héliport.

## Galerie

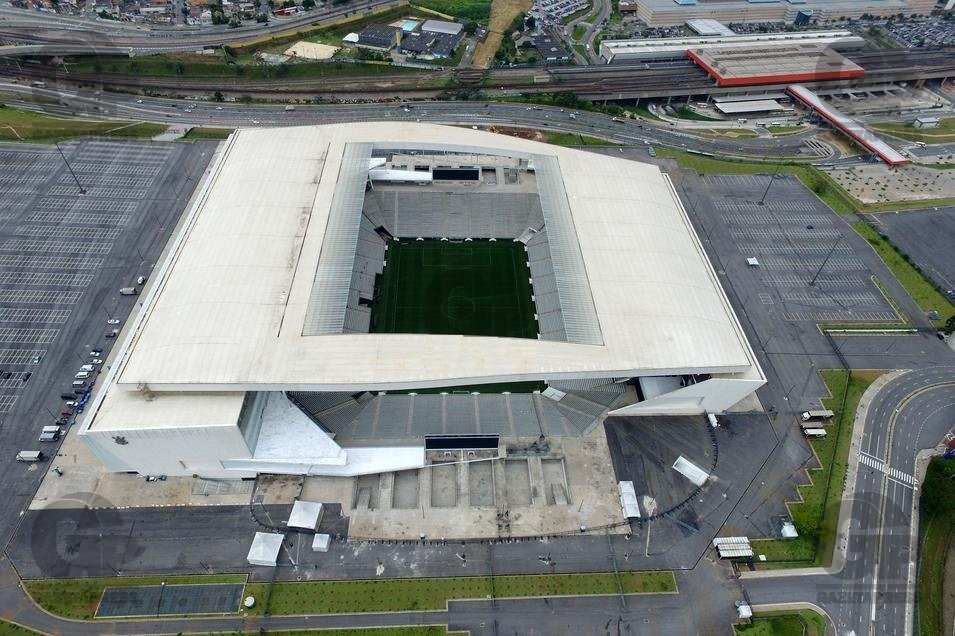
Vue aérienne de la Neo Química Arena
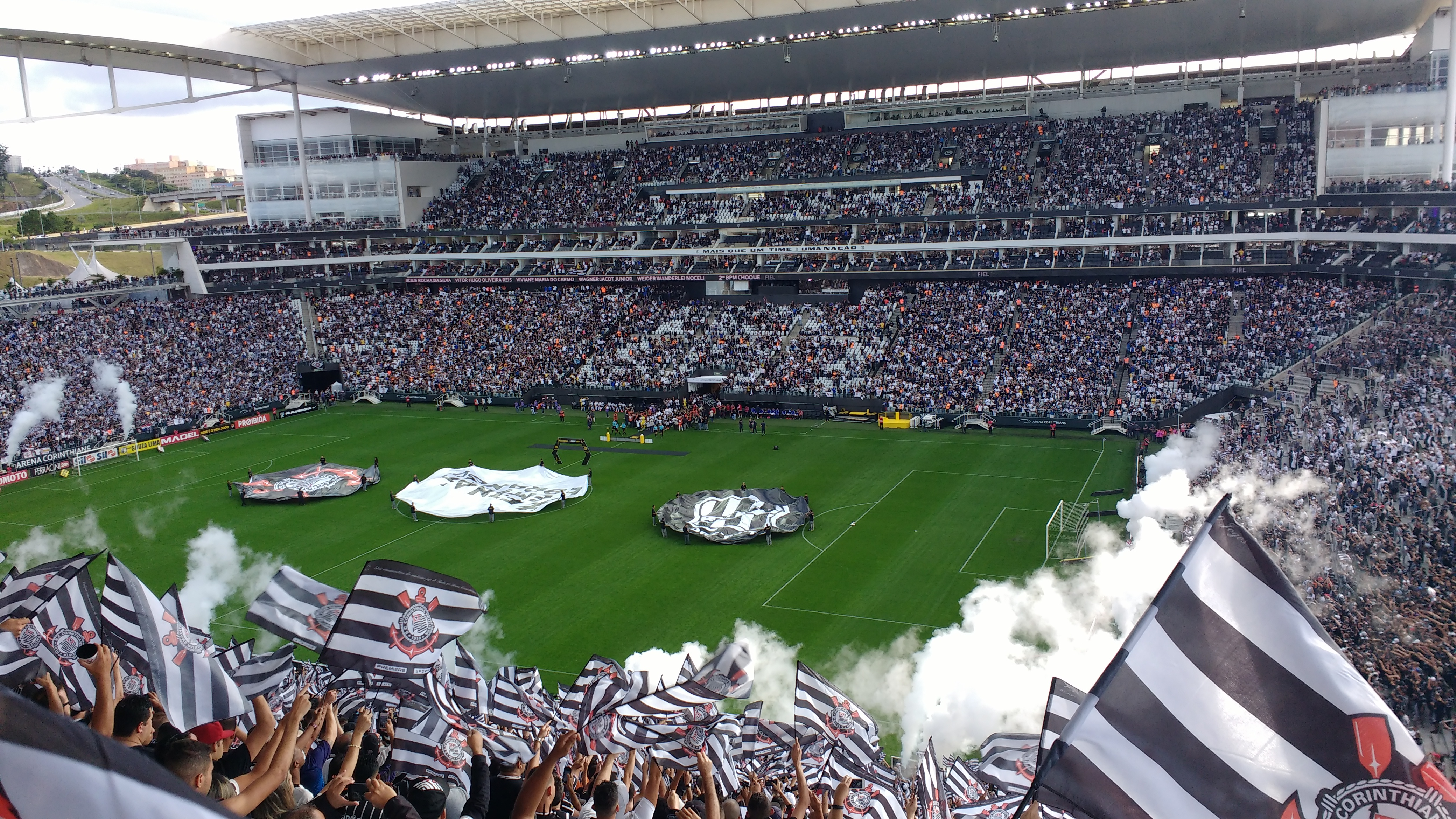
Prise de vue lors de la victoire dans le championnat Paulista en 2017
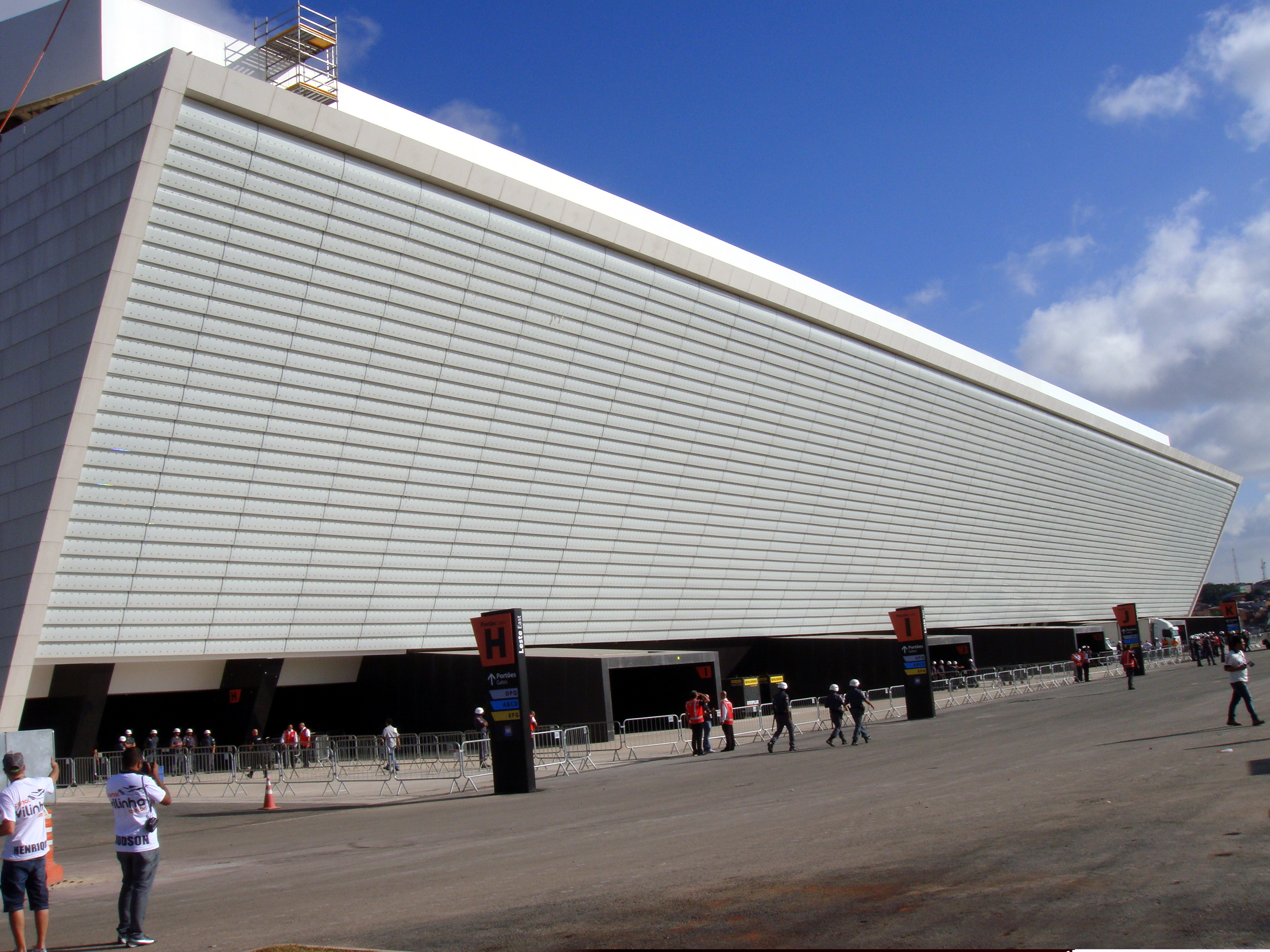
Écran LED côté Est, considéré comme le plus grand au monde
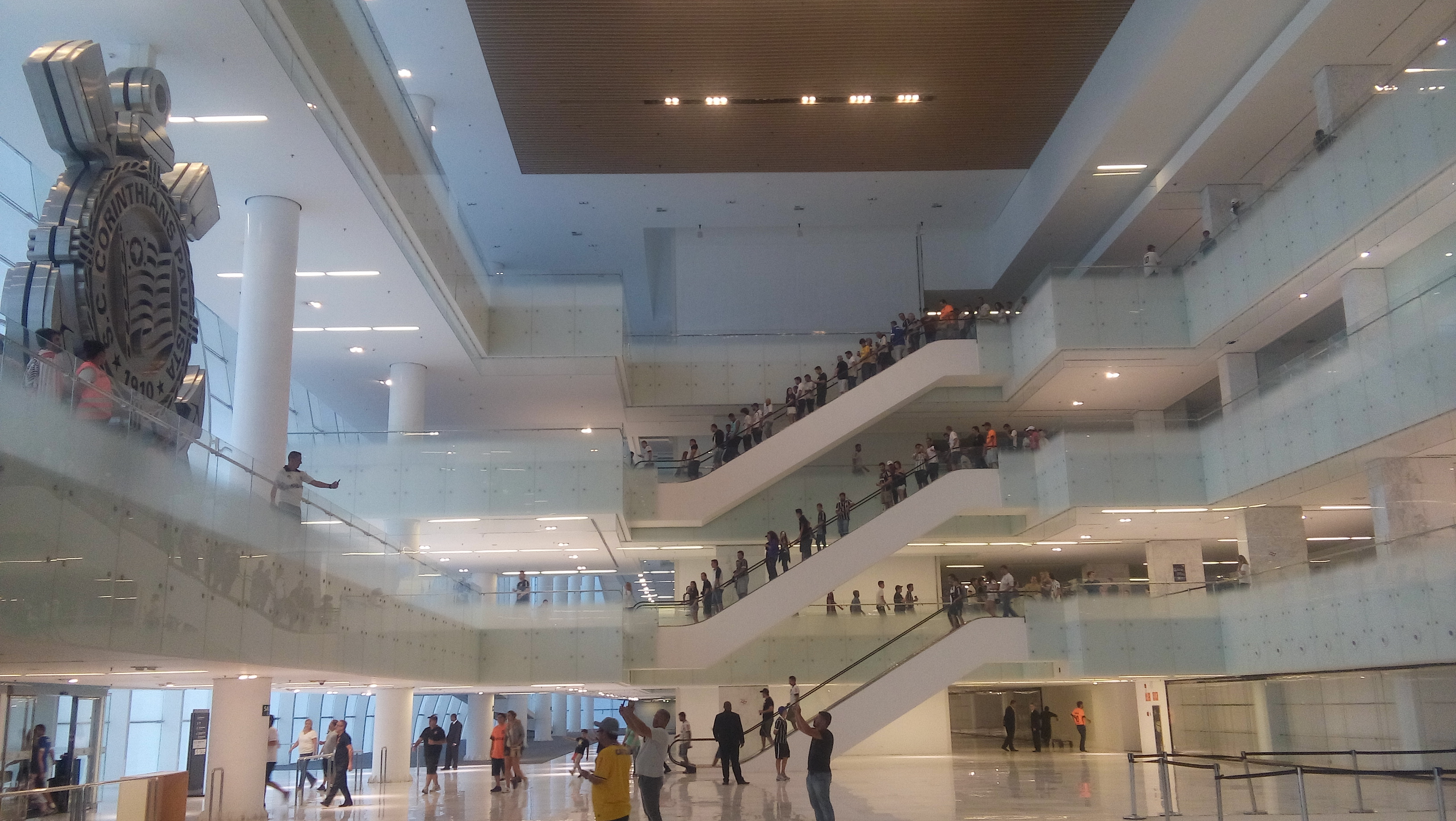
Hall de l'entrée secteur Ouest
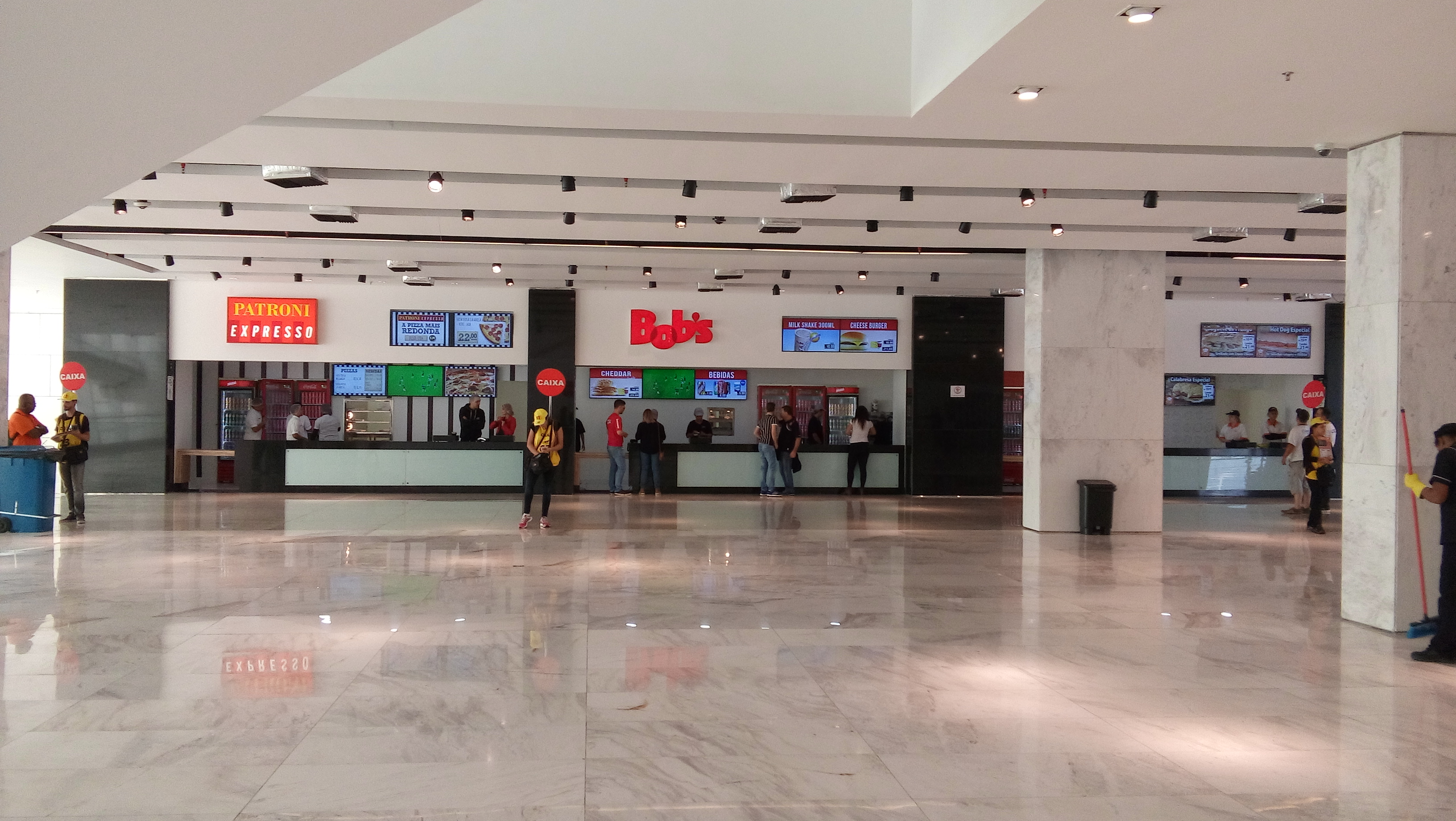
L'une des zones de restauration du stade
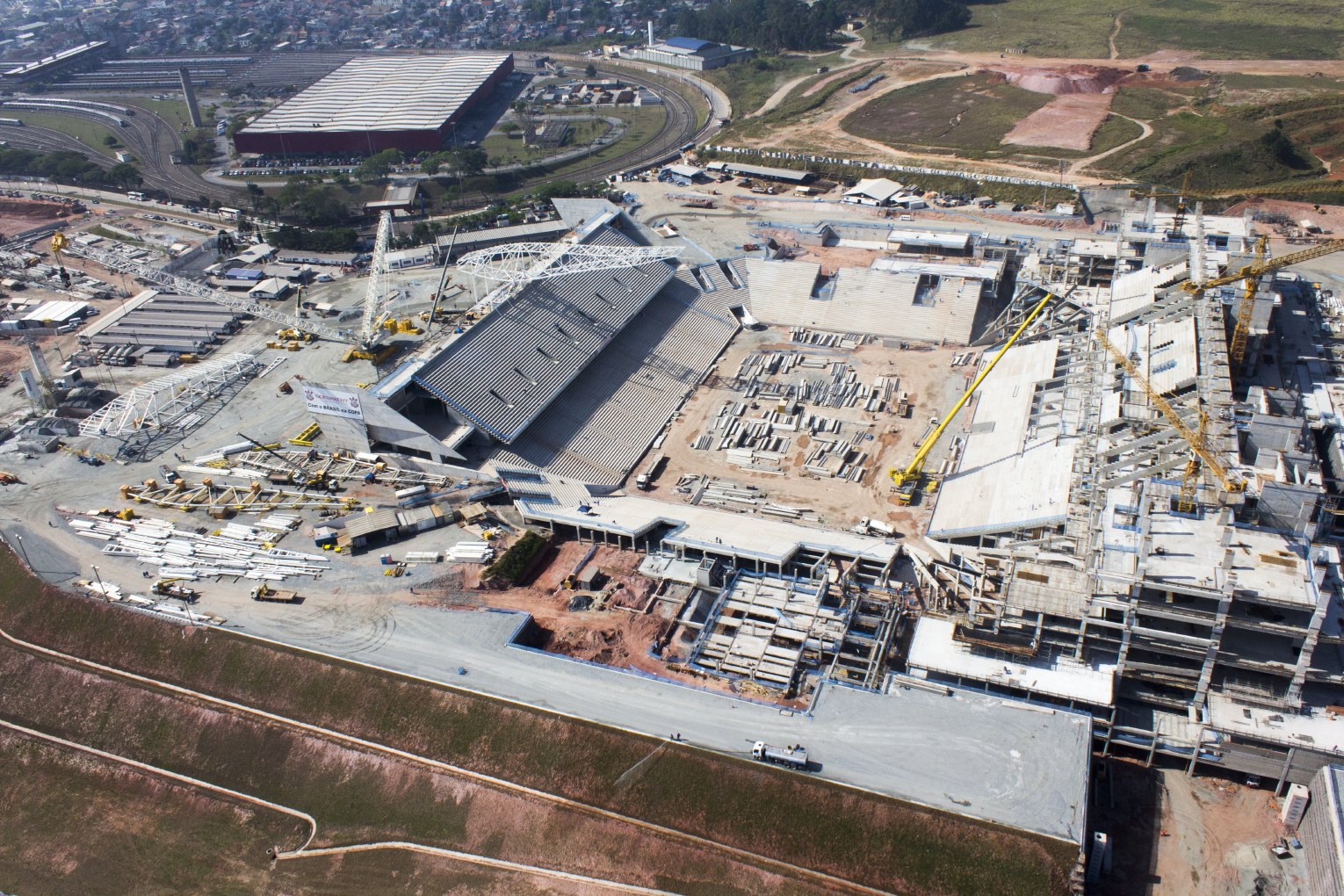
Chantier du stade en décembre 2012